# Áreas no municipalizadas de Colombia
Las áreas no municipalizadas (anteriormente "corregimientos departamentales"), son una figura atípica dentro del ordenamiento territorial colombiano. Se encuentra principalmente en los departamentos del sur de Colombia escasamente poblados (Amazonas, Vaupés y Guainía) y la isla de San Andrés.
Según estos, un área no municipalizada corresponde a uno o varios centros poblados que, junto a sus alrededores no pertenece a ninguno de los municipios ya existentes (Decreto 2274 del 4 de octubre de 1991), al contrario de los corregimientos cuya jurisdicción territorial está supedita a un municipio. Esto se debe, principalmente, a que antes de la promulgación de la Constitución Política del 1991 estos centros poblados estaban bajo la figura de "corregimientos intendenciales y comisariales", régimen especial que cobijaba a los antiguos territorios nacionales.
Al no ser municipio, carece de un concejo municipal, siendo coordinado por la asamblea departamental y administrado por un Inspector designado por el gobernador del departamento al que pertenece. Antiguamente existían también en Vichada, pero estos se incorporaron al municipio de Cumaribo. El DANE registra un total de 18 en el país.
Cabe destacar que la Sentencia C-100 de 2013, la Corte Constitucional dictaminó que "de acuerdo con ella, salvo que exista excepción constitucional expresa, como los territorios indígenas o los distritos especiales (CP art. 287), en principio, toda porción del territorio colombiano debe hacer parte de un municipio".

## Lista de áreas no municipalizadas de Colombia
| Nombre           | Departamento             | Extensión (km²) | Población (2020) |
| ---------------- | ------------------------ | --------------- | ---------------- |
| El Encanto       | Amazonas                 | 1443            | 2,078            |
| La Chorrera      | Amazonas                 | 12517           | 3,040            |
| La Pedrera       | Amazonas                 | 13945           | 3,985            |
| La Victoria      | Amazonas                 | 1443            | 658              |
| Mirití-Paraná    | Amazonas                 | 16864           | 1,879            |
| Puerto Alegría   | Amazonas                 | 8774            | 754              |
| Puerto Arica     | Amazonas                 | 13526           | 1,031            |
| Puerto Santander | Amazonas                 | 14885           | 1,828            |
| Tarapacá         | Amazonas                 | 9153            | 4,047            |
| Cacahual         | Guainía                  | 6457            | 908              |
| La Guadalupe     | Guainía                  | 1167            | 300              |
| Morichal Nuevo   | Guainía                  | 8563            | 945              |
| Pana Pana        | Guainía                  | 10097           | 2,078            |
| Puerto Colombia  | Guainía                  | 15664           | 2,006            |
| San Felipe       | Guainía                  | 3063            | 1,796            |
| Pacoa            | Vaupés                   | 14108           | 4,314            |
| Papunaua         | Vaupés                   | 5937            | 754              |
| Yavaraté         | Vaupés                   | 3459            | 1,097            |
| San Andrés       | San Andrés y Providencia | 32              | 55,945           |

## Proceso de municipalización
El proceso de municipalización de estos entes es decidido por parte de las asambleas departamentales con el correspondiente visto bueno de la Presidencia de la República y avalado en una consulta popular. Aun así, la Constitución Política de 1991 no ordenó una inmediata municipalización de todas estas zonas. En tal contexto, la Corte Constitucional considera que, dadas las particularidades económicas, geográficas y demográficas de esas regiones, bien podía el Gobierno preservar esta figura siempre y cuando esa decisión estuviera encaminada a progresivamente adaptar esos territorios al régimen municipal previsto en la constitución política y también a ir creando las condiciones para que dichos centros poblados sean el germen de los nuevos municipios.
Un proceso exitoso de municipalización es Barrancominas en el departamento del Guainía, que comenzó su vida jurídica como municipio el 1 de diciembre de 2019; en este nuevo ente territorial está incluido la extinta área no municipalizada de Mapiripana.